# St Martin's Church (Canterbury)
St. Martin's Church eller Sankt Martins kirke i Canterbury er den sognekirke i England, som længst har været i kontinuerlig brug.
Den blev bygget som et privat kapel for dronning Bertha af Kent i det 6. århundrede, før Augustin kom som missionær. Hun var kristen, da hun kom til England sammen med sin kapellan, biskop Liudhard. Hendes mand, Æthelbert af Kent, lod henne praktisere sin religion. Han gav hende en kirke, som ifølge Beda den ærværdige skal have været i brug mod slutningen af romertiden, men som havde stået tom længe. Det er muligt at St. Martins kirke står på samme sted; planen er ikke romersk, men der er brugt romerske tegl, og den kan være bygget af kristne angelsaksere lige efter at romerne trak sig tilbage.
Kirken er viet til Sankt Martin af Tours. På kirkegården er grave fra flere fremtrædende lokale familier og kendte som Thomas Sidney Cooper og Mary Tourtel.
Engang før 1844 fandt man Canterbury-St Martin's-skatten, der består af otte guldmønter fra angelsaksisk tid.